# Bourbon-Lancy
Bourbon-Lancy – miejscowość i gmina we Francji, w regionie Burgundia-Franche-Comté, w departamencie Saona i Loara.
Według danych na rok 1990 gminę zamieszkiwało 6178 osób, a gęstość zaludnienia wynosiła 111 osób/km² (wśród 2044 gmin Burgundii Bourbon-Lancy plasuje się na 32. miejscu pod względem liczby ludności, natomiast pod względem powierzchni na miejscu 14.).